# Graminella sonorus
Graminella sonorus är en insektsart som beskrevs av Ball 1900. Graminella sonorus ingår i släktet Graminella och familjen dvärgstritar. Inga underarter finns listade i Catalogue of Life.